# Spilosoma roseiventer
Spilosoma roseiventer là một loài bướm đêm thuộc phân họ Arctiinae, họ Erebidae.